# جوی چیک
جوی چیک (انگلیسی: Joy Cheek؛ زادهٔ ۲۵ ژوئن ۱۹۸۸) بازیکن بسکتبال اهل ایالات متحده آمریکا است.